# 劇場版 とっとこハム太郎 ハムハムランド大冒険
『劇場版 とっとこハム太郎 ハムハムランド大冒険』（げきじょうばん とっとこハムたろう ハムハムランドだいぼうけん）は、2001年（平成13年）12月15日に公開されたテレビアニメ『とっとこハム太郎』の劇場版第1作である。併映は『ゴジラ・モスラ・キングギドラ 大怪獣総攻撃』。
映画元のとっとこハム太郎がセル画を廃止してデジタル作画に移行していたため、ホーホケキョとなりの山田くん、おジャ魔女どれみなどに続いた黎明期の完全デジタル制作アニメーション映画の一つとなった。

## あらすじ
今日はロコちゃんの誕生日。ハム太郎はロコちゃんのためにプレゼントを用意したのだが、ロコちゃんに相手にしてもらえず、やけになって家出をしてしまう。ハムちゃんずはハム太郎の家出に協力しようと、やけほじりをするが、偶然にも「ハムハムランド」の入り口を見つけ、妖精ハム・ティンクルに誘われてそのまま、ハムハムランドへ向かう。
ハムハムランドは8時6分まで遊べるのだった。そこでハム太郎はロコちゃんに気持ちを伝えるためにも、人間と話せるという「魔法のタネ」を探すのだが、そこには、同じく魔法のタネを探していた魔王ハムがいた。
魔王ハムを倒したハムちゃんずは魔法のタネを手に入れ、さっそく食べようとするが、魔法のタネは光に包まれ消滅してしまった。
そしてタイムリミットがきていたが、ハム太郎はハムハムランドに残ることにした。しかしティンクルから「残る代わりに今までの思い出を失う」と聞かされたハム太郎は、「ロコちゃんのことを忘れたくない」と言い、改心した魔王ハムと共に帰る決心をした。一方、元の世界では、いなくなったハム太郎をロコちゃんが探していた。元の場所へ帰ったハム太郎は「ロコちゃーん!」と叫ぶ。ハム太郎の声が夜の空に響き渡り、二人は再会する。ロコちゃんは家に帰ると、そのことを日記に書いていた。その際に、どこかで聞いたことのある声がしたとも言っていた。

## 登場キャラクター
レギュラーキャラクターおよび劇場版全般に登場するキャラクターの基本設定についてはとっとこハム太郎の登場人物を参照。

### ハムちゃんず
ハム太郎
声 - 間宮くるみ
本作の主人公。本作では彼がメインとなっているため、彼以外のメンバーはあまり目立たない。ロコちゃんの誕生日のためにプレゼントを用意したのだが、相手にされなかったことで心を閉ざしてしまい、彼が家出を決心したところから話が始まる。「魔法のタネ」を手に入れ、ロコちゃんに気持ちを伝えようとするも、結局は手に入れ損ねたことで自暴自棄となる。一度は帰らずにハムハムランドの住人になろうとするも、「今までの思い出やロコちゃんのことを忘れたくない」と思い、帰る決心をして、ロコちゃんと和解した。
こうしくん
声 - 愛河里花子
ハム太郎の隣に住んでいる親友。礼儀正しくおっとり系で少しのことでは驚かない。
タイショーくん
声 - 伊藤健太郎
ハムちゃんずのリーダーを務める、野良ハム。ハム太郎のよき兄貴分で、彼が落ち込んだ時は肩を押すなど男気を見せている。
リボンちゃん
声 - 村井かずさ
フランス育ちの女の子ハムスター。「でちゅわ」口調で喋るのが特徴。
マフラーちゃん
声 - 佐久間レイ
ちび丸ちゃんのお姉さんのような存在で、彼女の通訳を担当する。ハム太郎に対しては「さみしがり」だと評している。
ちび丸ちゃん
声 - 的井香織
ハムちゃんず最年少で、「うきゅー」としか喋れない。マフラーちゃんの妹分で彼女が通訳をする。
まいどくん
声 - 杉本ゆう
関西弁でしゃべる浪速風ハムスター。ダジャレを言うのが大好きだが、全く受けない。めがねくんとはライバル関係だが、仲もいい。
めがねくん
声 - 鈴木千尋
キザで常に気取り屋のインテリ系男子。眼鏡模様が特徴で、時々眼鏡をかけるようなしぐさをしている（後のシリーズでも同様のしぐさをする）。まいどくんとはライバル関係だが、仲もいい。
のっぽくん
声 - 本田貴子
誰にでも丁寧に話し、本を愛する読書家。本作ではその本好きが採用され、ハムハムランドの図書館から、辞書を持ち帰っており、劇場版全シリーズによって物語を進めるキーアイテムとなった。
トラハムちゃん
声 - 池澤春菜
トラ模様が特徴の双子の兄妹。区別の仕方は尻尾にリボンを巻いている方がしっかり者の妹のトラハムちゃん。
トラハムくん
声 - 宮田幸季
トラ模様が特徴の双子の兄妹。区別の仕方はマラカスを持っている方がお調子者の兄のトラハムくん。
かぶるくん
声 - 内川藍維
なんでもすぐ被りたがる男の子。本作ではあまり目立たない。
パンダくん
声 - 斉藤祐子
もの作りが得意な男の子。かぶるくん同様あまり目立たない。
ねてるくん
声 - 杉本ゆう
名前の通り、いつも靴下で寝ているハムスター。本作ではタイショーくんかのっぽくんにおぶられている。ハム太郎に対しては「いじっぱり」だと評している。
トンガリくん
声 - 浅川悠
ギター片手に旅をするさすらいのハムスター。単独行動の多い彼だが、本作ではハムちゃんず側にいることが多い。

### 人間・その他
ロコちゃん
声 - 池澤春菜
ハム太郎の飼い主。本作で11歳の誕生日を迎える。
ロコちゃんママ
声 - 佐久間レイ
ロコちゃんにバースデーケーキを作った。
どんちゃん
声 - 愛河里花子
ロコちゃんと共にハム太郎を探していた。
カナちゃん
声 - 内川藍維
ロコちゃんの隣に住む友達。こうしくんの飼い主。
木村くん
声 - 浅川悠
ロコちゃんの憧れの人。ラストでハム太郎探しに協力する。
他にもロコちゃんのパパ、ジュンちゃん、キョウコちゃんが登場しているが、台詞はない。

### その他のキャラクター
DJハム
声 - バナナ・アイス
板前ハム&すっしーず
声 - 小杉十郎太、筒美奈子
ミニハムず
声 - ミニモニ。
ハムハムランドのアイドルユニット。魔王ハムはミニハムずの大ファン。
名前はそれぞれ、ぐっちゃん、あい～んちゃん、メリカちゃん、のんのちゃん。声を担当したミニモニ。がモデルになっている。

### 本作のオリジナルキャラクター
妖精ハム
声 - 三石琴乃
本名は「ティンクル」。妖精の姿と大人っぽい人間の姿の2つの姿を持つが、どちらが本当の姿かは不明。魔王ハムとは学園時代のクラスメイトだったが、過去に魔王ハムとのデートを断ったことが彼の性格を豹変させる原因で、いわゆる本作の出来事の元凶である。しかし実際には母とのデパートの買い物に付き合わされただけであったことが判明し、彼を改心させた。
魔王ハム
声 - 堀内賢雄
本作の悪役。本名は「ハムヤマ・リュウ」。黒い仮面をつけている。捻くれた性格をしており、指をなめるのが癖。ドラゴンに変身できる。部下のニンハムたちを連れている。タネコレクターで、魔法のタネを探していた。ハム太郎に対して嫌味を放つが、ハムハム幼稚園に通っていた頃はサッカーが得意で、素直で明るかった性格という過去を持っている。ティンクルとは学園で幼馴染だったが、彼女がデートを断った事が原因で現在の性格となった。ラストでは改心し、帰り損ねたハム太郎が帰れるように協力した。
にんじゃハムず
声 - 神田理江（赤ハム）、上神真由美（青ハム）、比嘉久美子（黄ハム）、芝原チヤコ（グレハム）
魔王ハムの手下の忍者たち。事あるごとにハムちゃんずの邪魔をする。
学ハムじいさん
声 - 千葉繁
ハム一郎先生
声 - 後藤哲夫
ハム二郎先生
声 - 小杉十郎太
ハム三郎先生
声 - 中村大樹
ハム四郎先生
声 - 下山吉光
ハム五郎先生
声 - 平野俊隆
ハム六郎先生
声 - 土屋利秀

## 用語
ハムハムランド
ハムスターだけが住む夢の国。遊園地や大学などがある。閉店時間は8時6分で、時間を過ぎると「ハムハムランドの住民になる代わりに、今までの記憶を失う」という規則がある。
魔法のタネ
本作のキーアイテム。そのタネを食べると、人間と会話ができるという言い伝えがある。しかし、最後は光に包まれて消えてしまった。
86時計（ハムどけい）
8と6しか書かれていない時計。8時6分という時間は以降のシリーズでも使われている。
3か月間磨き上げたカキのタネ
元々ハム太郎がロコちゃんのために用意したプレゼントだったが、終盤で魔王ハムに渡した。

## 主題歌
オープニングテーマ「ハム太郎とっとこうた」
作詞 - 河井リツ子 / 作曲 - 河井リツ子 / 編曲 - 岩﨑元是 / 歌 - ハムちゃんず
エンディングテーマ「ミニハムずの愛の唄」
作詞 - つんく / 作曲 - つんく / 編曲 - 渡部チェル / 歌 - ミニモニ。（ミニハムず）

## ゴジハムくん
ゴジハムくんは、「ゴジラ」シリーズと「とっとこハム太郎」がコラボレートし、映画の入場者プレゼントとして誕生したキャラクターである。
劇場の入場者特典としてゴジハムくんのフィギュアが配布された。フィギュアの色は赤、青、緑の3種類。頭部を脱がすことが可能な仕様になっている。このフィギュアが好評を得たため、劇場版第2作の『劇場版 とっとこハム太郎 ハムハムハムージャ! 幻のプリンセス』の前売り特典として、金と銀バージョンのゴジハムくんのフィギュアが制作されている。
2020年11月に開催の「ゴジラ・フェス」にて、ゴジハムくんの復活が告知される。公開から19周年を迎えた同年12月15日より、ゴジハムくんの生誕20周年プロジェクトが開始。ゴジハムくんの生誕20周年を記念して、2021年12月に『ゴジラ・モスラ・キングギドラ 大怪獣総攻撃』とともに復活上映会が行われた。2022年に生誕20周年を記念して制作されたカプセルトイでは、緑、赤、青の3色のほか、ピンク、オレンジ、ゴジラの色味のバージョンのゴジハムくんが登場している。
2022年10月、キャラクターをフィーチャーした初となる巡回催事「ゴジハムくん POP UP STORE」の開催が発表される。イベントは関東の4都市で行われた。同年12月に「ゴジラ&ハム太郎復活上映会第2弾」として、2002年に同時上映された『ゴジラ×メカゴジラ』と『劇場版 とっとこハム太郎 ハムハムハムージャ！ 幻のプリンセス』が再び2本立てで上映されることが発表されている。その入場者特典として、「ムービーモンスターシリーズ ゴジハムくん」の金色と銀色のフィギュアが配布される。
2024年9月14日から11月17日には、兵庫県立淡路島公園アニメパークのニジゲンノモリのアトラクションである「ゴジラ迎撃作戦 〜国立ゴジラ淡路研究センタ〜」にて、「ゴジハムくん クイズ大会」のイベントを開催。

## 映像ソフト
- 劇場版 とっとこハム太郎『ハムハムランド大冒険』（2002年7月10日）規格番号 VHS：COVC-6656、DVD：COBC-4172